# Kroatische Lente
De Kroatische Lente speelde zich af in 1970-1971.
In Kroatië, dat toen in het Joegoslavië van Tito lag, werd meer autonomie en een uitbreiding van de burgerrechten geëist. Studenten in Zagreb begonnen met de protesten en werden in stilte gesteund door vele Kroatische parlementsleden. Het protest werd door het Joegoslavische communistische regime de kop ingedrukt, maar resulteerde wel in een grondwetswijziging waarbij de verschillende Joegoslavische deelstaten meer autonomie kregen.